# Espuma en espray

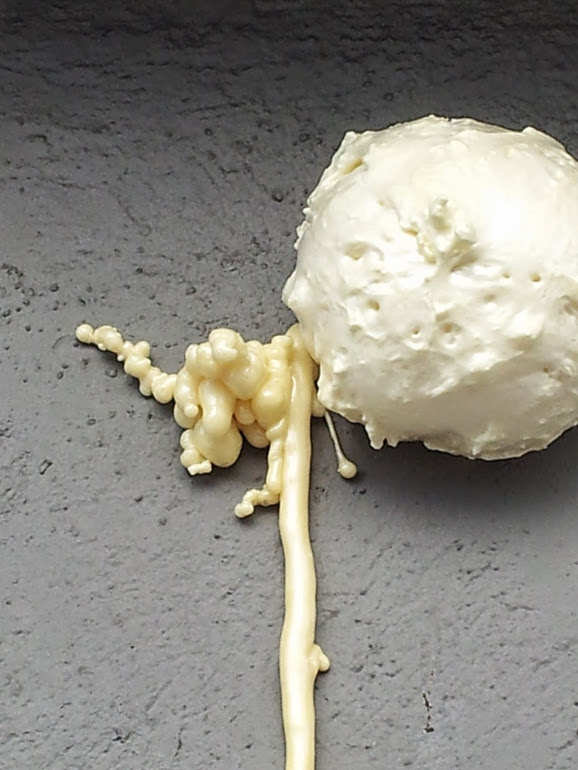
Extrusión de aislamiento de espuma en espray para un conducto.

Espuma en espray es un producto químico creado por dos materiales, isocianato y resina de poliol, los cuales reaccionan cuándo se mezclan el uno con el otro y expanden 30-60 veces su volumen líquido después de que  se esprayee en reposo. Esta expansión lo hace útil especialmente como material especial de empaquetamiento, que se amolda a la forma del producto que está siendo empaquetado y produce un valor aislante térmico alto con virtualmente ninguna infiltración de aire.

## Historia
Otto Bayer (1902-1982) tiene acreditada la invención del poliuretano en 1937. Tuvo éxito en sintetizar espuma de poliuretano para explorar su idea básica de que mezclando volúmenes pequeños de sustancias químicas se podrían crear materiales de espuma seca.
El poliuretano se desarrolló más allá  para diferentes aplicaciones, desde  suelas de zapato y cojines a usos industriales. En la década de 1940 la espuma rígida fue aplicada a aviones, y en 1979 el poliuretano empezó a ser utilizado como aislamiento en la construcción.

## Propiedades

### Resistencia térmica
El valor-R o R-valor es el tiempo dado a la resistencia térmica a un flujo caliente.  Cuanto más alto sea el R-valor de un producto de aislamiento, más efectivas son las propiedades de aislamiento.  La espuma de poliuretano en espray (SPF) vienen en una variedad de densidades y estructuras celulares. Las espumas de densidad baja se las denomina como SPF de celulua abierta, mientras las espumas de mayor densidad se llaman espumas de célula cerrada. La espuma de poliuretano de 800-900  g (1,8-2 libras)  tiene el más valor R más alto que la espuma de aislamiento usada en casas y construcciones.
El poliuretano es una espuma de aislamiento de célula cerrada, que inicialmente contiene un gas de baja conductividad en sus células.  A raíz de la alta resistencia térmica del gas, el aislamiento del poliuretano en espray típicamente tiene un  R-valor inicial de alrededor de R-3,4 a R-6,7 por pulgada.  En comparación, la fibraglás típicamente tiene un R-valor de solo R-3 a R-4 por pulgada.
El aislamiento de espuma bloquea las tres formas de transferencia de calor:
Transferencia de calor conductora o conductiva
El flujo de energía térmica a través de una sustancia desde una región más alta a una más baja de temperatura. Los plástico de espuma thermoset  reducen la transferencia de calor conductiva debido en parte a tener vínculos moleculares muy sueltos; además las células de la espuma de espray instalada son no se llenan con aire, en el caso de espuma de célula abierta o de espuma de célula cerra de o 245fa.
Transferencia de calor radiante
Proceso por el que la energía calorífica en forma de luz (normalmente IR, es decir, infrarroja, a no ser que el substrato esté lo bastante caliente para a iluminar en la gama visible) se emite más fuertemente por superficies tibias y es absorbida por otros materiales, especialmente aquellos de baja reflectividad IR (como el acabado negro mate).  La transferencia de calor radiante no requiere un medio. Los materiales de aislamiento en epuma, como el aislamiento de espuma en espray, son opacos a la radiación térmica, como los materiales más sólidos.
Transferencia de calor convectiva
Calor que se crea en cualquier lugar, que es transportado mediante un fluido, como agua o, en nuestro caso, el aire. El atributo más importante del aislante de espuma en espray, es la capacidad de sellado del aire, creando un envolvente hermético a medida dentro de la estructura del edificio. El beneficio añadido del sellado del aire es la capacidad de bloquear la transferencia de calor convectiva durante los meses de calor y viceversa, ya que el calor no puede escapar a través de los resquicios en la envoltura del edificio que causaría el movimiento de aire por infiltración  como medio de transporte.

## Aplicaciones

### Aplicaciones de embalaje
La espuma en espray es un material de empaquetado muy especializado, a menudo necesario para su uso a la hora de embarcar elementos frágiles valiosos.Los principios de embalaje ingenieril están diseñados para proteger esculturas, jarrones, grandes fósiles, bases de lámpara, bustos, ordenadores, mobiliario, candelabros y otros objetos con forma inusual. Por virtud de la espuma líquida que se expande  30-60 veces su volumen en estado líquido, protege eficientemente casi cualquier tamaño, forma y peso.
El ajuste a medida de los moldes, parte superior e inferior, acolcha de forma segura el objeto. Hay muchos tipos de materiales alternativos que se pueden utilizar para manejar necesidades más concretas.

### Aplicaciones en la construcción

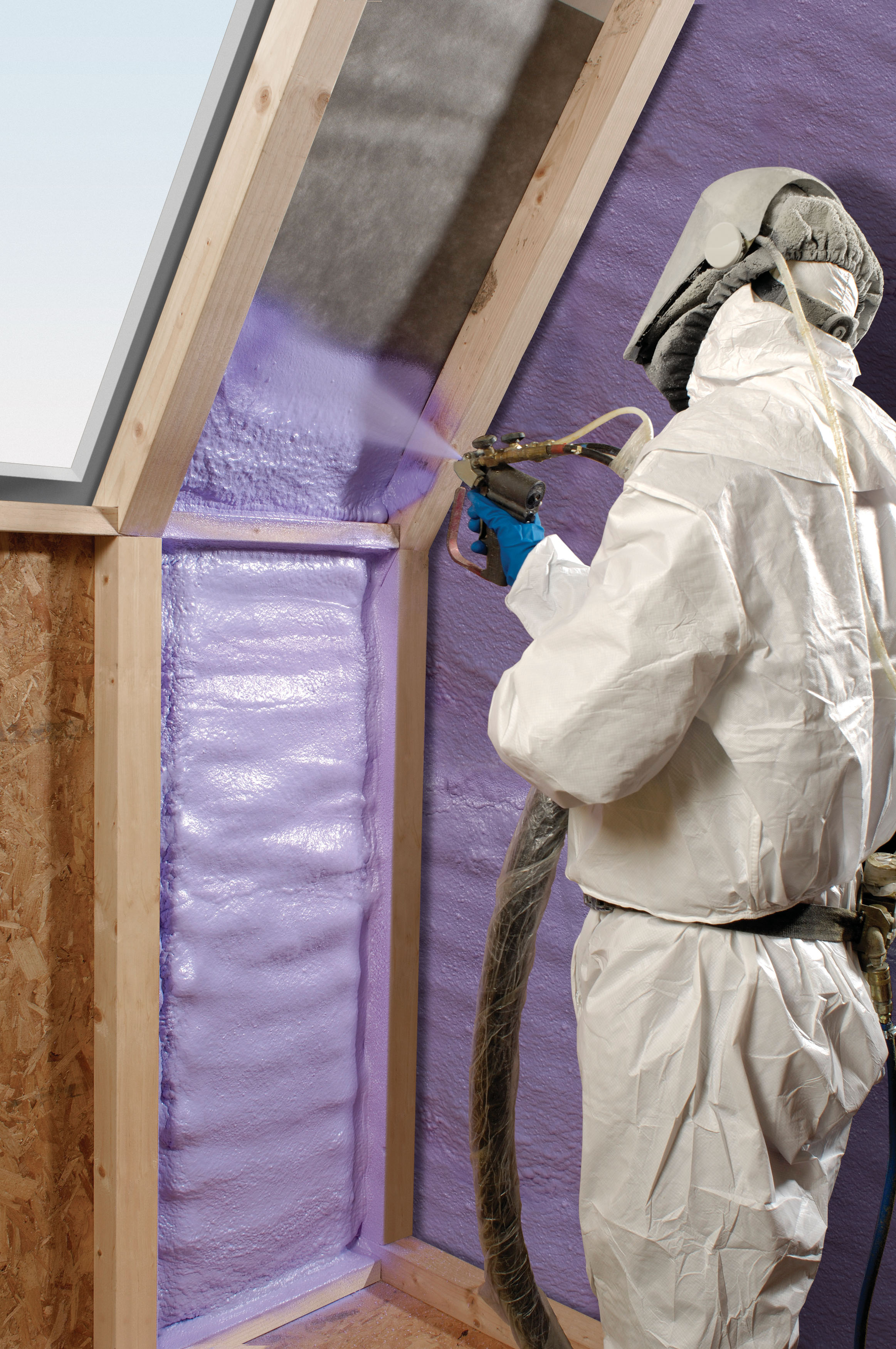
Esprayando espuma aislante Walltite.

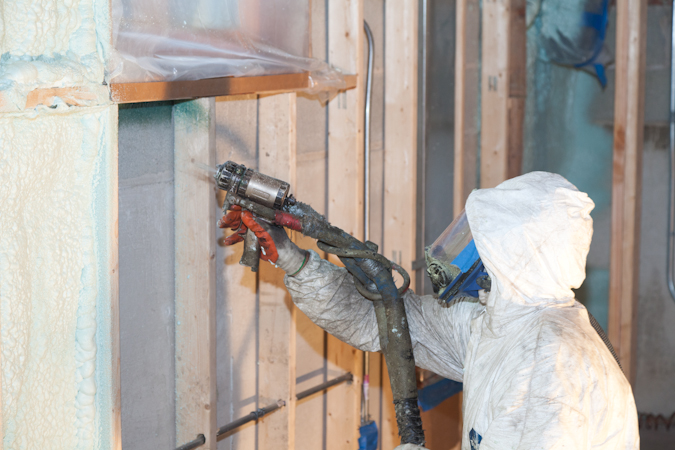
Espuma en espray de célula cerrada, aplicada por un instalador entrenado.

El aislamiento de espuma en espray o espuma de poliuretano en espray (en inglés spray polyurethane foam, abreviadamente, SPF) es una alternativa al aislamiento de construcción tradicional como el fiberglass o vidrio de fibra . Una mezcla de dos elementos compuesta de isocianato y resina de poliol vienen juntas en la punta de una pistola y forma una espuma expansiva que se esprayea a los azulejos del techo, losas de hormigón,  a las cavidades de la pared o a través de los agujeros perforados en la una cavidad de una pared acabada.
"Espuma en espray" es también un término informal utilizado para referirse a varios materiales de espuma plásticos que se utilizan en la construcción para proporcionar aislamiento térmico y la infiltración de aire. Poliuretano y   polisocianurato son los dos tipos de espuma utilizada en esta aplicación.

#### Tipos
El aislamiento de espuma de poliuretano en espray (SPF) se puede clasificar en dos tipos diferentes: aislamientos de espuma en espray de célula abierta de densidad ligera (ocSPF) y de espuma en espray de célula cerrada de densidad media (ccSPF). Ambos tipos de SPF son plásticos celulares de termoconjuntos (termoset) , que contienen millones de células pequeñas.

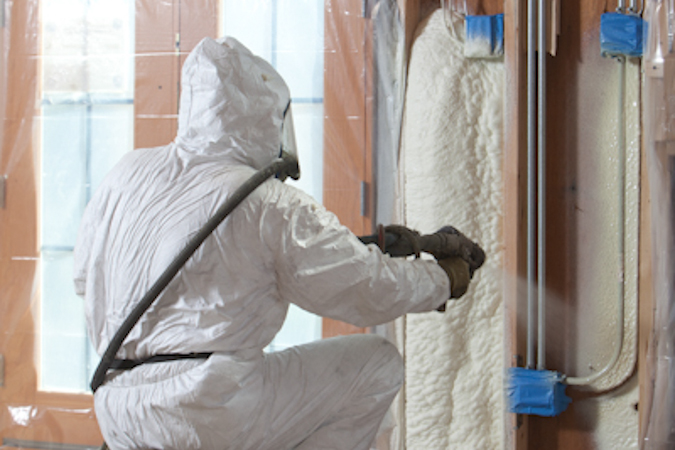
Aislamiento de espuma de poliuretano en espray de célula abierto, siendo aplicado en cavidades de pared.

El aislamiento de célula abierta se puede aplastar en la mano  y tiene un valor de aislamiento más bajo .  La célula cerrada es rígida al tacto y cada célula de aire está completamente sellada.  Mientras la espuma de célula cerrada tiene un más valor R más alto, es más cara de producir.

## Efectos de salud
El aislamiento de espuma en espray es típicamente no-tóxico solo después de que  ha sido curada. Mientras se cura, la espuma en espray emite un gas que causa problemas de respiración y visión borrosa. Se recomienda la utilización de protecciones completas de la cara y de la respiración, mientras se aplica el producto.
Los isocianatos son unos potentes irritantes de ojos, del tracto gastrointestinal y de las respiratorias. El contacto directo de la piel con los isocianatos también puede causa inflamación marcada. Algunas personas dicen que sienten como si tuvieran arena en los ojos al comienzo de los problemas. Algunos rompen en erupciones en sus brazos, pecho, y cuello.
La sobreexposición a isocianatos puede sensibilizar a los trabajadores, haciéndoles susceptibles a ataques de asma si  se exponen otra vez. La irritación respiratoria puede progresar a una bronquiolitis química. Las exposiciones adicionales pueden hacer más fácil la iniciación del ataque con menos cantidad de isocianato.
Se ha informado de casos esporádicos de neumonitis de hipersensibilidad (hypersensitivity pneumonitis - HP) en trabajadores expuestos a isocianatos. Los síntomas pueden parecer como los de la gripe, con fiebre, dolores músculares  y dolores de cabeza. Otros síntomas pueden incluir una tos seca, tirantez en el pecho y respiración difícultosa. Las personas con HP crónica a menudo experimentan progresivamente una respiración más difícil, fatiga, y pérdida de peso. Los que tienen HP aguda típicamente desarrollan síntomas de 4 a 6 horas después de la exposición.